# Always In Between
Always In Between é o segundo álbum de estúdio da cantora e compositora britânica Jess Glynne. No Reino Unido, o seu lançamento ocorreu em 12 de outubro de 2018, sob o selo da Atlantic Records.

## Antecedentes
Jess Glynne anunciou o lançamento de Always In Between em 29 de junho de 2018, juntamente com as datas da turnê mundial em suporte ao novo projeto. O primeiro single do álbum, "I'll Be There", fez com que a cantora quebrasse o próprio recorde de cantora britânica com mais singles número um nas paradas do Reino Unido, sendo esta a sua sétima canção a atingir tal posição.
O álbum é primeiro gravado por Glynne em três anos desde o lançamento de seu álbum de estreia lançado em 2015, I Cry When I Laugh.

## Lista de faixas
| N.º            | Título            | Compositor(es)                                                                                      | Produtor(es)                   | Duração |  |
| 1.             | "Intro"           | Jess Glynne, Andrew "Knox" Brown                                                                    | Knox Brown                     | 1:38    |  |
| 2.             | "No One"          | Glynne, Toby Gad, Janée Bennett                                                                     | Toby Gad, Louis Bell           | 3:39    |  |
| 3.             | "I'll Be There"   | Glynne, Eletric, Starsmith, Camille Purcell, Jerker Hansson                                         | Eletric, Starsmith, Louis Bell | 3:13    |  |
| 4.             | "Thursday"        | Glynne, Ed Sheeran, Steve McCutcheon                                                                | Steve Mac                      | 3:34    |  |
| 5.             | "All I Am"        | Glynne, Bennett, James Newman, Sophie Cooke, Bastian Langebaek, Sandy Rivera, Jay "Sinister" Sealee | Mark Ralph                     | 3:38    |  |
| 6.             | "123"             | Glynne, Bennett, Jordan Thomas, Newman, Jonathan Mensah                                             | JAE5, Glynne                   | 3:10    |  |
| 7.             | "Never Let Me Go" | Glynne, Jamie Scott, Julian Bunetta, John Ryan II                                                   | Bunetta                        | 3:28    |  |
| 8.             | "Broken"          | Glynne, Scott, Jonathan Coffer                                                                      | Coffer                         | 3:37    |  |
| 9.             | "Hate/Love"       | Glynne, Bennett, Langebaek                                                                          | Langebaek                      | 4:28    |  |
| 10.            | "Won't Say No"    | Glynne, Bennett, Dow-Smith, Clarence Coffee Jr.                                                     | Starsmith                      | 3:05    |  |
| 11.            | "Rollin"          | Glynne, Bennett, Frederick Gibson                                                                   | Fred, Starsmith                | 3:38    |  |
| 12.            | "Nevermind"       | Glynne, Bennett, Cass Lowe                                                                          | Lowe                           | 3:42    |  |
| Duração total: | Duração total:    | Duração total:                                                                                      | Duração total:                 | 40:52   |  |

| Faixas bônus da edição deluxe |                                                                    | |                                       |         |  |
| N.º                           | Título                                                             | Compositor(es) | Produtor(es)                          | Duração |  |
| 13.                           | "These Days" (Rudimental com Jess Glynne, Macklemore e Dan Caplen) | Rudimental, Leon "DJ Locksmith" Rolle, Dan Caplen, Jamie Scott, Julian Bunetta, John Ryan, Macklemore                 | Rudimental, Bunetta, Ryan, Mark Ralph | 3:30    |  |
| 14.                           | "So Real (Warriors)" (Too Many Zooz vs. KDA com Jess Glynne)       | Leo Pellegrino, Bennett, Monsters & Strangerz, Glynne, David Parks, Ivan Rosenberg, Kris Di Angelis, Matthew Muirhead | Too Many Zooz, KDA                    | 2:51    |  |
| 15.                           | "Million Reasons"                                                  | Glynne, Dow-Smith, Sara Hjellstrom, Nirob Islam                                                                       | Starsmith                             | 3:21    |  |
| 16.                           | "Insecurities"                                                     | Glynne, Bennett, Gad                                                                                                  | Gad                                   | 3:17    |  |
| Duração total:                | Duração total:                                                     | Duração total: | Duração total:                        | 53:52   |  |

## Recepção

### Desempenho comercial
No Reino Unido, Always In Between estreou na primeira posição da UK Albums Chart com 36,500 cópias vendidas na semana do lançamento com um total de vendas de 24,820 cópias físicas (67% do total de unidades da tiragem inicial). Com isso, Glynne conquista seu segundo álbum número um nas paradas do país, tornando-se a primeira cantora britânica a alcançar tal posição no Reino Unido em 2018.

### Desempenho nas tabelas musicais
| Tabela musical (2018)                            | Melhor posição |
| ------------------------------------------------ | -------------- |
| Alemanha (GfK Entertainment Charts)              | 33             |
| Austrália (ARIA Charts)                          | 18             |
| Bélgica (Ultratop 50 de Flandres)                | 34             |
| Bélgica (Ultratop 40 da Valônia)                 | 182            |
| Canadá (Billboard)                               | 51             |
| Escócia (The Official Charts Company)            | 2              |
| Espanha (Productores de Música de España)        | 40             |
| Estados Unidos (Billboard 200)                   | 109            |
| Irlanda (Irish Recorded Music Association)       | 4              |
| Itália (Federazione Industria Musicale Italiana) | 31             |
| Nova Zelândia (NZ Top 40 Albums)                 | 16             |
| Países Baixos (MegaCharts)                       | 40             |
| Chéquia (ČNS IFPI)                               | 59             |
| Reino Unido (The Official Charts Company)        | 1              |

## Always In Between Tour
No mesmo dia em que anunciou o novo projeto, em 28 de junho de 2018, Jess Glynne também disponibilizou as primeiras datas da turnê de divulgação do álbum em suas redes sociais e site oficial.

### Datas
| Datas                      | Datas               | Datas            | Datas                                              |                  |
| Data                       | Cidade              | País             | Local                                              |                  |
| Etapa 1 — Europa           | Etapa 1 — Europa    | Etapa 1 — Europa | Etapa 1 — Europa                                   | Etapa 1 — Europa |
| -------------------------- | ------------------- | ---------------- | -------------------------------------------------- | ---------------- |
| 26 de outubro de 2018      | Londres             | Inglaterra       | Wembley Arena                                      |                  |
| 15 de novembro de 2018     | Glasgow             | Escócia          | The SSE Hydro                                      |                  |
| 17 de novembro de 2018     | Manchester          | Inglaterra       | Manchester Arena                                   |                  |
| 18 de novembro de 2018     | Birmingham          | Inglaterra       | Genting Arena                                      |                  |
| 20 de novembro de 2018     | Londres             | Inglaterra       | The O2 Arena                                       |                  |
| 21 de novembro de 2018     | Brighton            | Inglaterra       | Brighton Centre                                    |                  |
| 24 de novembro de 2018     | Newcastle upon Tyne | Inglaterra       | Metro Radio Arena                                  |                  |
| 25 de novembro de 2018     | Leeds               | Inglaterra       | First Direct Arena                                 |                  |
| 27 de novembro de 2018     | Dublin              | Irlanda          | 3Arena                                             |                  |
| 29 de novembro de 2018     | Cardiff             | País de Gales    | Cardiff International Arena                        |                  |
| 30 de novembro de 2018     | Nottingham          | Inglaterra       | Motorpoint Arena                                   |                  |
| 2 de dezembro de 2018      | Bournemouth         | Inglaterra       | Bournemouth International Centre                   |                  |
| 27 de fevereiro de 2019    | Paris               | França           | Le Trianon Hall                                    |                  |
| 1 de março de 2019         | Madrid              | Espanha          | Sala La Riviera                                    |                  |
| 2 de março de 2019         | Barcelona           | Espanha          | Sala Apolo                                         |                  |
| 4 de março de 2019         | Milão               | Itália           | Fabrique                                           |                  |
| 5 de março de 2019         | Zurique             | Suíça            | X-TRA                                              |                  |
| 7 de março de 2019         | Munique             | Alemanha         | TonHalle                                           |                  |
| 8 de março de 2019         | Berlim              | Alemanha         | Huxleys Neue Welt                                  |                  |
| 9 de março de 2019         | Varsóvia            | Polónia          | Progresja Music Zone                               |                  |
| 11 de março de 2019        | Hamburgo            | Alemanha         | Große Freiheit 36                                  |                  |
| 12 de março de 2019        | Copenhaga           | Dinamarca        | Amager Bio                                         |                  |
| 13 de março de 2019        | Estocolmo           | Suécia           | Nalen Stora Salen                                  |                  |
| 15 de março de 2019        | Utrecht             | Países Baixos    | TivoliVredenburg                                   |                  |
| 16 de março de 2019        | Colônia             | Alemanha         | Live Music Hall                                    |                  |
| 17 de março de 2019        | Offenbach am Main   | Alemanha         | Capitol Offenbach                                  |                  |
| 20 de março de 2019        | Bruxelas            | Bélgica          | A ser anunciado                                    |                  |
| Etapa 2 — América do Norte |                     |                  |                                                    |                  |
| 25 de março de 2019        | São Francisco       | Estados Unidos   | The Regency Ballroom                               |                  |
| 27 de março de 2019        | Los Angeles         | Estados Unidos   | The Wiltern                                        |                  |
| 29 de março de 2019        | Minneapolis         | Estados Unidos   | First Avenue                                       |                  |
| 30 de março de 2019        | Boston              | Estados Unidos   | Vic Theatre                                        |                  |
| 1 de abril de 2019         | Chicago             | Estados Unidos   | House of Blues Boston                              |                  |
| 2 de abril de 2019         | Nova Iorque         | Estados Unidos   | Terminal 5                                         |                  |
| 5 de abril de 2019         | Washington, D.C.    | Estados Unidos   | Lincoln Theatre                                    |                  |
| 6 de abril de 2019         | Filadélfia          | Estados Unidos   | Union Transfer                                     |                  |
| 10 de abril de 2019        | Charlottesville     | Estados Unidos   | Sprint Pavilion                                    |                  |
| 11 de abril de 2019        | Charlotte           | Estados Unidos   | Charlotte Metro Credit Union Amphitheatre          |                  |
| 12 de abril de 2019        | Chattanooga         | Estados Unidos   | Soldiers And Sailors Memorial Auditorium           |                  |
| 15 de abril de 2019        | Asheville           | Estados Unidos   | Thomas Wolfe Auditorium, US Cellular Center        |                  |
| 17 de abril de 2019        | Saint Augustine     | Estados Unidos   | St. Augustine Amphitheatre                         |                  |
| 18 de abril de 2019        | Clearwater          | Estados Unidos   | Ruth Eckerd Hall                                   |                  |
| 19 de abril de 2019        | Miami Beach         | Estados Unidos   | Fillmore Miami Beach At The Jackie Gleason Theater |                  |
| 20 de abril de 2019        | Lake Buena Vista    | Estados Unidos   | House of Blues Lake Buena Vista                    |                  |
| 22 de abril de 2019        | Mobile              | Estados Unidos   | Saenger Theatre                                    |                  |
| 23 de abril de 2019        | Birmingham          | Estados Unidos   | BJCC Concert Hall                                  |                  |
| 24 de abril de 2019        | Memphis             | Estados Unidos   | Orpheum Theatre                                    |                  |
| 26 de abril de 2019        | The Woodlands       | Estados Unidos   | Cynthia Woods Mitchell Pavilion                    |                  |
| 27 de abril de 2019        | Dallas              | Estados Unidos   | The Bomb Factory                                   |                  |
| 30 de abril de 2019        | Tulsa               | Estados Unidos   | Brady Theater                                      |                  |
| 4 de maio de 2019          | Columbus            | Estados Unidos   | Express Live!                                      |                  |
| 5 de maio de 2019          | Cleveland           | Estados Unidos   | Jacobs Pavilion At Nautica                         |                  |